# خروجی پوش پول

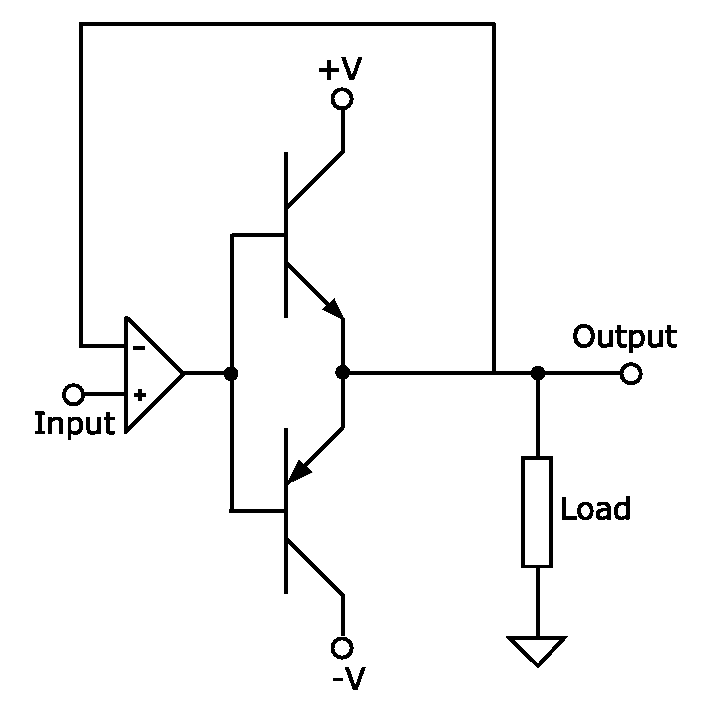
نمونه ای از یک تقویت‌کننده پوش-پول

تقویت‌کننده پوش-پول (انگلیسی: Push–pull output) نوعی مدار الکتریکی است که دارای دو قطعه فعال الکتریکی است که جریان مستقیم را به صورت متناوب در‌می‌آورد و به بار منتقل می‌کند. از خروجی پوش‌پول در تی‌تی‌ال، دروازه منطقی دیجیتال سی‌ماس و در برخی از تقویت‌کننده‌ها استفاده می‌شود. اغلب در این مدار از یک جفت ترانزیستور استفاده می‌شود.